# 土佐電気鉄道2000形電車
土佐電気鉄道2000形電車（とさでんきてつどう2000がたでんしゃ）は、とさでん交通の路面電車車両。形式名は製造初年の2000年および種車に由来する。

## 概要
非冷房で老朽化の進んだ200形の置換え用として登場した車両である。2000年（平成12年）から3両がアルナ工機→アルナ車両で製造されている。

### 2001
2000年（平成12年）に1両が製造された。

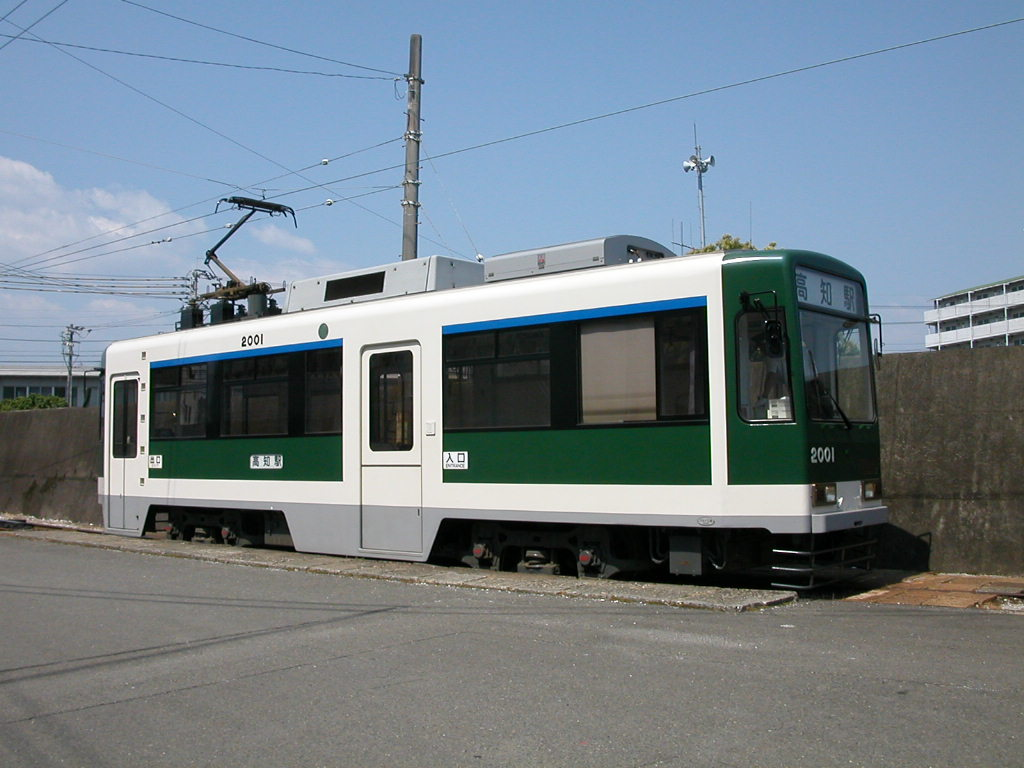
2001号

車体は前面非貫通型・12m級2扉（前中扉、前扉は折戸）の普通鋼製となっており、前面窓には1枚窓を採用し、前面窓上に行先方向幕を、下両側に前照灯・標識灯を、左右両側にワンマン運転用のサイドミラーを装備している。白で塗装され、前面および側窓下が濃い緑、上が青、車体下部が灰色で塗装されている。土佐電気鉄道（当時）の路面電車車両では初めて方向幕が自動巻取式かつ側面にも方向幕が設けられている。
車内では赤系統のロングシートを装備し、運転台左後部に自動両替機付運賃箱を、側扉付近に乗車整理券発行機を設置している。またステップが3段となり、1段目が110mmに下げられ乗降し易くしている。
制御方式は抵抗制御であり、主要機器類は主電動機として200形218から流用したSN50 (38kW) を2基、主制御機は直接制御のKR-8、駆動装置は吊掛け駆動方式を採用、台車は同じく200形218から流用したFS73を履いている。書類上は新製車として扱われているが、機器を200形から流用しているので実質的には車体更新車である。集電装置は土佐電気鉄道としては初のシングルアームパンタグラフを採用した。
土佐電気鉄道の車両では初めて、車内放送装置に音声合成装置を装備した。当初は松下電器製を装備しており、自動放送の声優が現在とは異なっていたが、2003年（平成15年）にネプチューン製に交換され、これに伴い声優も現在の声優へと変更された。なお、同年に500形、300形、7形、外国電車を除く旅客車全車に対してもネプチューン製の音声合成装置への交換が行われている。

### 2002 -
100形の登場による増備中断を経て登場したグループであり、2004年（平成16年）から2両が製造された。
車体や車内仕様、主要機器類など車両の仕様の大半は2001に準ずるが、行先表示器が幕布式からLED化、音声合成放送装置は登場時からネプチューン製を装備するほか、ロングシートのモケットが赤系統から緑系統に変更された。

## 各車状況
- 2001 - 2000年（平成12年）新製、218号の機器流用
- 2002 - 2004年（平成16年）新製、217号の機器流用
- 2003 - 2005年（平成17年）新製、219号の機器流用

## 運用
2000年（平成12年）6月23日に運転開始した。当形式は10両程度増備される予定であったが、財政難などの理由により増備は3両で打ち切られた。2023年現在は3両が在籍し、全線で運用されている。